# Tiranet ribererenc
El tiranet ribererenc (Serpophaga hypoleuca) és un ocell de la família dels tirànids (Tyrannidae).

## Hàbitat i distribució
Habita zones obertes a la llarga de rius, localment a les terres baixes al sud-est de Colòmbia, centre de Veneçuela, est del Perú, nord de Bolívia i oest i centre del Brasil amazònic.